# 大坂敏久
大坂 敏久（おおさか としひさ、1975年1月6日 - ）は、NHKのアナウンサー。

## 人物
小学校5年生時に、千葉市立高浜第三小学校転入。軟式少年野球チームの高浜ジュニアーズに入団し一塁手、三塁手、外野手を担当した。広島東洋カープのファンで北別府学、大野豊の形態模写が得意である。歌うことが大好きで、常に何かを口ずさんでおり、18番は「宇宙刑事シャイダー」である。当時のあだ名は「おーさん」。杉山清貴の「さよならのオーシャン」のオーシャンの部分をおーさんに言い換えた替え歌で周囲の人気者でもあった。歴史が好きで、大河ドラマ「独眼竜政宗」のインストールメントに、自作の歌詞（伊達政宗の伝記）をつけて歌っていた。日本史だけでなく中国史も好きで三国志、水滸伝が愛読書である。
千葉敬愛高等学校を経て成城大学経済学部卒業後、1998年入局。
現在は大相撲を中心としたスポーツ実況を担当している。また他のアナウンサーとは異なり、力士を分析して批判することもある。またNHKのアナウンサーにしては珍しい声を張り上げて絶叫調で実況するのが特徴。
好きな食べ物は麺類、肉類。

## 現在の出演番組
- 大相撲中継他スポーツ中継（高校野球、ラグビー、バドミントン、競馬、柔道など）

## 過去の出演番組
大阪放送局時代
- かんさいニュース1番（スポーツスペクタクル）

青森放送局時代
- あっぷるワイド（不定期）

## 競馬GI実況履歴
- 第62回有馬記念（2017年12月24日）
- 第63回有馬記念（2018年12月23日）
- 第79回皐月賞（2019年4月14日）
- 第86回東京優駿（2019年5月26日）
- 第82回菊花賞（2021年10月24日）
- 第22回チャンピオンズカップ (2021年12月5日)
- 第67回有馬記念（2022年12月25日）
- 第83回桜花賞（2023年4月9日）
- 第168回天皇賞（秋）（2023年10月29日）
- 第170回天皇賞（秋）（2024年10月27日）